# Jelle Geens
Jelle Geens (Zolder, 26 maart 1993) is een Belgisch triatleet.

## Levensloop
Geens is afkomstig uit Heusden-Zolder en studeerde industrieel ingenieur aan Groep T. Hij traint bij het Antwerpse Triatlon- en Duatlon Team (ATRIAC).
Hij werd 38ste op de triatlon bij zijn olympisch debuut in Rio de Janeiro in 2016. Op de ITU-meeting van de World Series in het Canadese Edmonton eind juli 2018 werd hij vierde in de eindstand samen met de andere "Belgian Hammers", Claire Michel, Marten Van Riel en Valerie Barthelemy in de triatlon gemengde estafette. Op de Europese kampioenschappen 2018 in augustus in Glasgow behaalde hij brons samen met de andere "Belgian Hammers" in de triatlon gemengde estafette.
In 2020 volgde een vijfde plaats in de 'mixed relay' (samen met Jelle Geens, Claire Michel en Erwin Vanderplancke) op het WK te Hamburg. en in 2021 won hij samen met Claire Michel, Valerie Barthelemy en Marten Van Riel het Olympisch kwalificatietornooi te Lissabon. Op de Olympische Zomerspelen van 2020 werd hij vijfde met het Belgische mixed relay team (voorts samengesteld uit Claire Michel, Marten Van Riel en Valerie Barthelemy). Voor het individueel parkoers moest hij verstek geven wegens een corona-besmetting. Ook won hij dat jaar de WTCS-manche te Abu Dhabi.
Op het EK van 2022 te München werd Geens met de Belgian Hammers (met voorts Valerie Barthelemy, Erwin Vanderplancke en Jolien Vermeylen) vierde. Tevens werd hij derde in de WTCS-manche te Abu Dhabi, in het WTS-eindklassement eindigde hij op een vierde plaats. Ook werd hij dat jaar verkozen tot Triatleet van het Jaar.

## Palmares
2013
- BK Sprint Elite Lille:
- BK Sprint Beloften Lille:
- ETU Cup Cremona:
- EK U23 Holten:
- World Cup Alicante: 15de

2014
- ETU Cup Bratislava 5de
- EK U23 Penza: 4de
- World Cup Tiszaujvaros: 11de
- ETU Cup Madrid: 9de
- World Cup Alanya: 7de
- World Cup Tongyeong: 9de

2015
- BK OD Elite Eau d’Heure:
- BK OD Beloften Eau d’Heure:
- World Triathlon Series:
  - Londen: 21ste
  - Gold Coast: 24ste
  - Grand Final Chicago 8ste
  - Eindklassement: 26ste
- Olympic Test Event Rio: 13de
- World Cup Cozumel: 5de

2016
- World Cup Huatulco

2017
- ETU Cup Finale Melilla

2018
- World Cup Antwerp
- Europese Kampioenschap triatlon Glasgow: 5de

2019
- Europese kampioenschappen triatlon Weert:

2022
- Europese kampioenschappen triatlon München: 5de